# Antitype jonis
Antitype jonis là một loài bướm đêm trong họ Noctuidae.